# Jim Ross
James William Ross (Fort Bragg, 3 de janeiro de 1952), mais conhecido como Jim Ross ou simplesmente JR, é um comentarista estadunidense de wrestling. Atualmente ele é comentarista da All Elite Wrestling.
JR é considerado um dos melhores comentaristas de wrestling de todos os tempos. Em 2007, foi indicado para o WWE Hall of Fame, junto com seu ex-parceiro de transmissão Jerry Lawler. Já chegou a atuar como árbitro.
Em 15 de maio de 2025, JR anunciou que, aos 73 anos, está lutando contra um câncer no cólon.

## Carreira
- Atual consultor de desenvolvimento de talentos e comentarista da AEW
- Ex-comentarista do RAW
- Ex-comentarista do SmackDown
- Ex-comentarista da SMW
- Ex-comentarista da WCW
- Ex-comentarista da XFL
- Ex-diretor de transmissão da WCW
- Ex-diretor executivo da WWE
- Ex-diretor de talentos da WWE
- Ex-anunciador de ringue da UWF/Mid-South
- Ex-comentarista do NXT

## Prêmios
- Pro Wrestling Illustrated
  - Stanley Weston Award (categoria de 2002)
- WWE
  - WWE Hall of Fame (classe de 2007)
- Wrestling Observer Newsletter
  - WON Hall of Fame (indicado em 1999)
  - Best Television Announcer (1988-1993, 1998-2001, 2006, 2007)